# Chrysopa ophthalmica
Chrysopa ophthalmica is een insect uit de familie van de gaasvliegen (Chrysopidae), die tot de orde netvleugeligen (Neuroptera) behoort. 
Chrysopa ophthalmica is voor het eerst wetenschappelijk beschreven door Navás in 1913.